# オットー1世 (ケルンテン公)
オットー1世（Otto I., Herzog von Kärnten, 948年頃 - 1004年11月4日）は、ケルンテン大公（在位：978年 - 985年、995年 - 1004年）、ヴォルムスガウ伯（在位：955年 - 1004年）。ザーリアー家のロートリンゲン大公コンラート（赤毛公）と神聖ローマ皇帝オットー1世の娘リウトガルトの子。老公といわれる。

## 生涯
976年に、ケルンテン大公であったルイトポルト家のハインリヒ1世はバイエルン大公ハインリヒ2世に与して皇帝オットー2世に対し反乱を起こした（「三ハインリヒの反乱」）。978年ハインリヒ1世は逮捕され、ケルンテン大公位は皇帝オットー2世にとって甥にあたるオットーに与えられた。しかし、985年に前バイエルン大公ハインリヒ2世が皇帝オットー3世の母后テオファヌの摂政を認める代わりにバイエルン大公位を再び与えられることとなり、その時点でバイエルン大公であったルイトポルト家のハインリヒ1世（もとケルンテン大公）が再びケルンテン大公となり、ケルンテン大公であったオットーには大公位のかわりにライン上流域左岸の豊かな領地と支配権が与えられた。ルイトポルト家のハインリヒ1世の死後、ケルンテン大公位は、バイエルン大公ハインリヒ2世に与えられた。
995年、バイエルン大公兼ケルンテン大公ハインリヒ2世が死去した際、皇帝オットー3世はケルンテン大公位を再びオットーに与えた。
1002年、皇帝オットー3世が嗣子なく死去した際、ケルンテン大公オットーは皇帝オットー1世の外孫として王位継承を主張した。しかし、バイエルン大公ハインリヒ2世の子ハインリヒが、オットーに王位継承を勧めた際、オットーはハインリヒの王位継承を支持し、自らの王位継承を辞退した。しかし、皇帝ハインリヒ2世は、国王選挙への支持をとりつけるため、ヴォルムス司教ブルヒャルト2世にヴォルムス市の単独支配を約束し、その結果、オットーは本拠地のヴォルムスを失い、代わりにブルフザールの王宮を得ることになった。同年12月には、皇帝ハインリヒ2世の委嘱により、イタリア王に即位したイヴレーア辺境伯アルドゥイーノ1世討伐に向かったが敗北した。
1004年、オットー1世は死去し、ケルンテン大公位は三男コンラート1世が継承した。

## 子女
ルイトポルト家ハインリヒ（バイエルン大公アルヌルフ悪公の子）の娘とされるユーディトと結婚した。
- ハインリヒ（970年頃 - 990年頃） - ヴォルムスガウ伯、父に先立って死去。神聖ローマ皇帝コンラート2世の父。
- ブルーノ（972年頃 - 999年） - ローマ教皇グレゴリウス5世（在位：996年 - 999年）
- コンラート1世（975年頃 - 1011年） - ケルンテン大公（在位：1004年 - 1011年）
- ヴィルヘルム（? - 1047年） - シュトラスブルク大司教